# Saint-Just (Ille-et-Vilaine)
Pour les articles homonymes, voir Saint-Just (homonymie).
Saint-Just est une commune française située dans le département d'Ille-et-Vilaine en région Bretagne.

## Géographie

### Communes limitrophes
| Bruc-sur-Aff | Pipriac    |              |
| Sixt-sur-Aff | Saint-Just | Saint-Ganton |
|              | Renac      | Langon       |

### Hydrographie
Pour un article plus général, voir Réseau hydrographique d'Ille-et-Vilaine.
La commune est située dans le bassin Loire-Bretagne. Elle est drainée par le Canut, les Sauvers, le ruisseau de l'Étang de Saint-just, et un autre petit cours d'eau,.
Le Canut, d'une longueur de 24 km, prend sa source dans la commune de Saint-Ganton et se jette  dans la Vilaine à Avessac, après avoir traversé huit communes. Les caractéristiques hydrologiques du Canut [sud] sont données par la station hydrologique située dans la commune. Le débit moyen mensuel est de 0,294 m3/s. Le débit moyen journalier maximum est de 14,6 m3/s, atteint lors de la crue du 5 janvier 2001. Le débit instantané maximal est quant à lui de 23,5 m3/s, atteint le même jour.

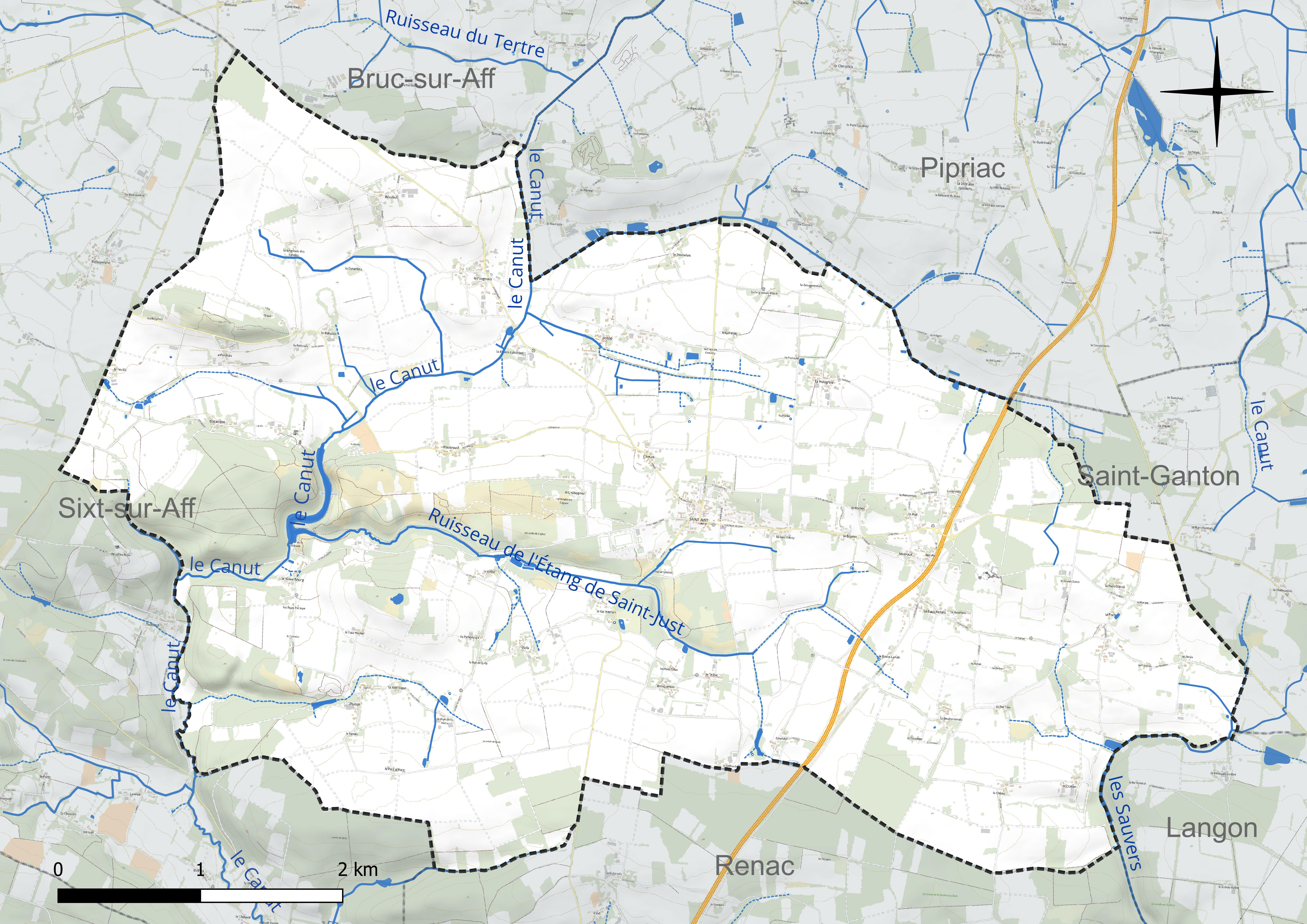
Réseau hydrographique de Saint-Just.

Un plan d'eau complète le réseau hydrographique : l'étang du Val (4,66 ha),.

### Climat
Pour des articles plus généraux, voir Climat de la Bretagne et Climat d'Ille-et-Vilaine.
En 2010, le climat de la commune est de type climat océanique franc, selon une étude du CNRS s'appuyant sur une série de données couvrant la période 1971-2000. En 2020, Météo-France publie une typologie des climats de la France métropolitaine dans laquelle la commune est exposée à un climat océanique et est dans la région climatique  Bretagne orientale et méridionale, Pays nantais, Vendée, caractérisée par une faible pluviométrie en été et une bonne insolation. Parallèlement l'observatoire de l'environnement en Bretagne publie en 2020 un zonage climatique de la région Bretagne, s'appuyant sur des données de Météo-France de 2009. La commune est, selon ce zonage, dans la zone « Sud Est », avec des étés relativement chauds et ensoleillés.  
Pour la période 1971-2000, la température annuelle moyenne est de 11,6 °C, avec une amplitude thermique annuelle de 13,1 °C. Le cumul annuel moyen de précipitations est de 776 mm, avec 12,3 jours de précipitations en janvier et 6,5 jours en juillet. Pour la période 1991-2020, la température moyenne annuelle observée sur la station météorologique la plus proche, située sur la commune de La Noë-Blanche à 17 km à vol d'oiseau, est de 12,2 °C et le cumul annuel moyen de précipitations est de 780,5 mm,. Pour l'avenir, les paramètres climatiques de la commune estimés pour 2050 selon différents scénarios d'émission de gaz à effet de serre sont consultables sur un site dédié publié par Météo-France en novembre 2022.

## Urbanisme

### Typologie
Au 1er janvier 2024, Saint-Just est catégorisée commune rurale à habitat dispersé, selon la nouvelle grille communale de densité à sept niveaux définie par l'Insee en 2022.
Elle est située hors unité urbaine. Par ailleurs la commune fait partie de l'aire d'attraction de Redon, dont elle est une commune de la couronne,. Cette aire, qui regroupe 22 communes, est catégorisée dans les aires de moins de 50 000 habitants,.

### Occupation des sols
L'occupation des sols de la commune, telle qu'elle ressort de la base de données européenne d'occupation biophysique des sols Corine Land Cover (CLC), est marquée par l'importance des territoires agricoles (82,9 % en 2018), une proportion sensiblement équivalente à celle de 1990 (83 %). La répartition détaillée en 2018 est la suivante : 
terres arables (33,2 %), zones agricoles hétérogènes (26,3 %), prairies (23,4 %), forêts (11,5 %), milieux à végétation arbustive et/ou herbacée (4,5 %), zones urbanisées (1,1 %). L'évolution de l'occupation des sols de la commune et de ses infrastructures peut être observée sur les différentes représentations cartographiques du territoire : la carte de Cassini (XVIIIe siècle), la carte d'état-major (1820-1866) et les cartes ou photos aériennes de l'IGN pour la période actuelle (1950 à aujourd'hui).

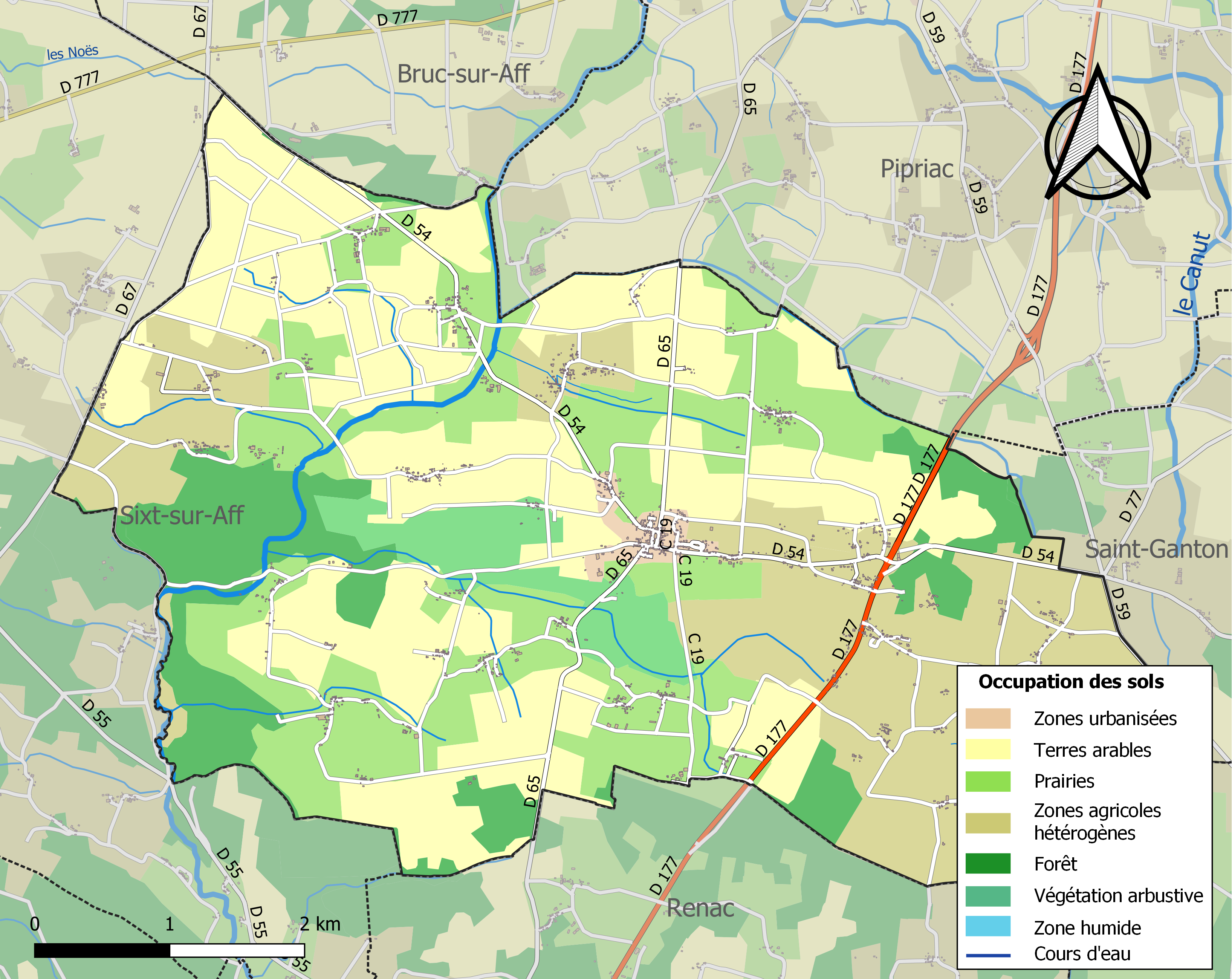
Carte des infrastructures et de l'occupation des sols de la commune en 2018 (CLC).

## Toponymie
Le nom de la commune est attesté sous le forme Sainct Just en la frairie d'Allerac en 1459. Plus de 22% des toponymes de la commune sont d'origine bretonne.

## Histoire

### Préhistoire

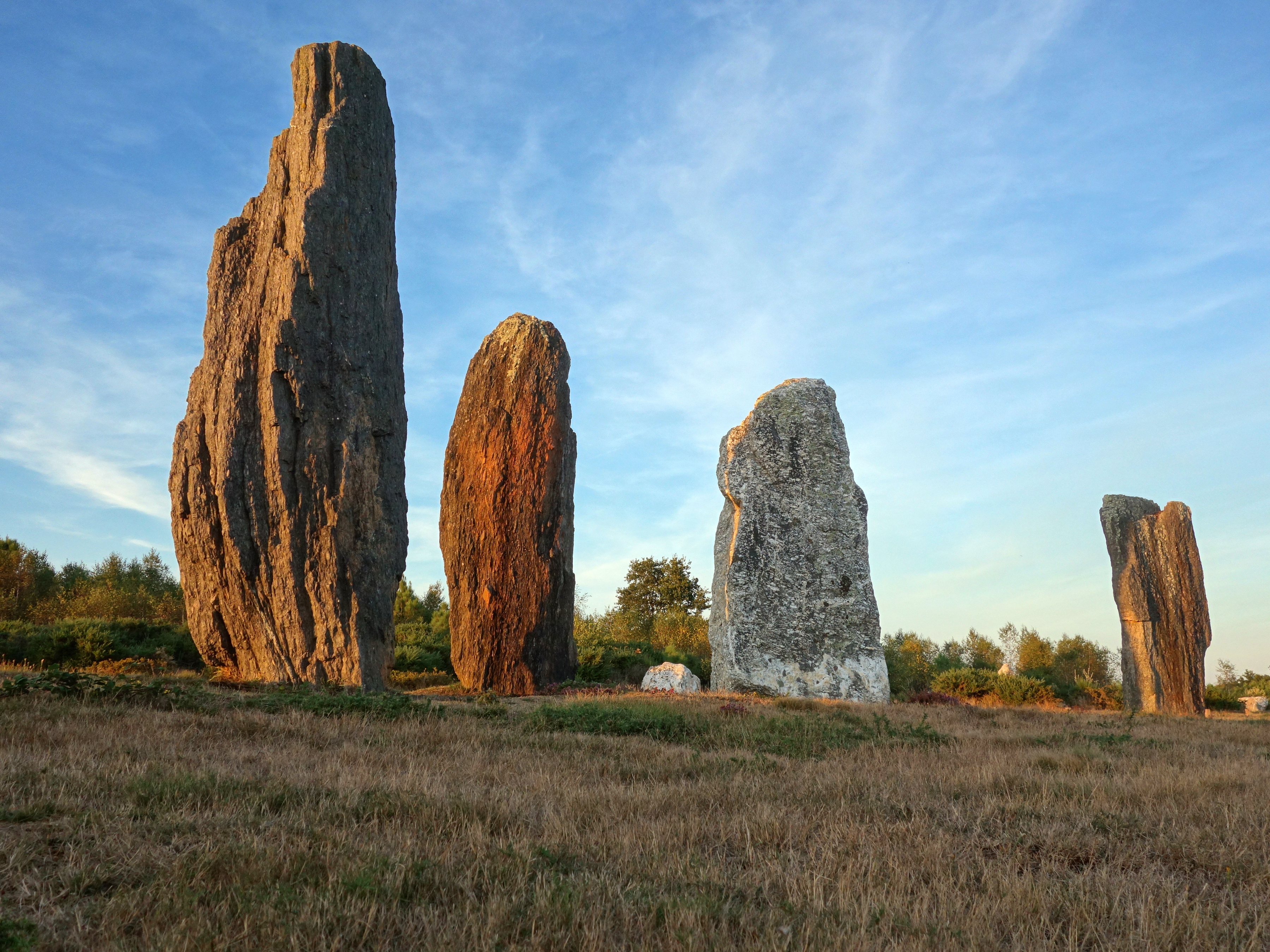
Les menhirs de l'alignement du Moulin à Saint-Just en 2018

La région de Saint-Just a été occupée dès la Préhistoire comme en témoignent les nombreuses constructions mégalithiques qui parsèment les Landes de Cojoux et les environs. Il constitue le deuxième site mégalithique de Bretagne après Carnac par le nombre, la densité et la variété de ses monuments mégalithiques. Le lieu qui se présente comme une crête naturelle orientée est/ouest constitue un site privilégié pour les observations astronomiques du soleil. La facilité d'accès aux ressources naturelles (dalles de schiste bleu et blocs de quartz) a aussi joué un rôle dans cette exceptionnelle concentration.
Dès le Ve millénaire av. J.-C., les populations vivant sur le site entretenaient des contacts avec celles du Bassin parisien comme l'attestent les vestiges de poteries à pastilles retrouvées sur place. Les constructions mégalithiques de Saint-Just témoignent aussi de son rôle de carrefour d'influences culturelles : le tumulus du Château Bû constitue une construction intermédiaire entre les dolmens à cabinets latéraux des Landes de Lanvaux et ceux à transept de Pornic ; quant aux tertres (Croix Madame, Croix Saint-Pierre) et aux dolmens (Four Sarrazin, Tréal) ils traduisent une influence des modes funéraires venus du Danemark ou de l'Allemagne du Nord. Plus tard, à l'Âge du bronze, cette même confluence des styles se retrouvera dans les céramiques où les poteries biconiques des civilisations armoricaines côtoient des poteries de style rhénan. Ainsi, Saint-Just fut probablement un grand site religieux où des populations très diverses se retrouvaient pour une célébration du culte du soleil.
Dans le contexte de recharge sacrale, l'abbé Huet conçoit en 1907 le projet de construire un calvaire reposant sur trois grottes consacrées à Notre-Dame de Lourdes, sainte Anne et saint Joseph, grâce notamment au réemploi de mégalithes, en les intégrant dans un syncrétisme religieux témoin du culte païen des pierres. Les trois statues sont érigées le 7 janvier 1909, au carrefour de l'actuelle rue des Grottes. La statue du Sacré-Cœur surmontant l'ensemble à droite est placée solennellement en 1937 et remplacée en 1950,.

### Moyen Âge
Saint-Just vient de saint Just, né à Auxerre et martyrisé dans le Beauvaisis. Saint-Just est un démembrement de la paroisse primitive de Renac. En 1101, Alarac ou Allérac est le centre paroissial de Saint-Just. Il est situé près du village du Châtaignier. Alarac a été, semble-t-il, détaché au XIe siècle de la paroisse de Sixt et/ou Renac (Histoire de Bretagne par A. de la Borderie, II, p. 178).
Quand l'église d'Alarac tombe en ruines, le centre de la paroisse de Saint-Just est transféré au Vieux-Bourg, dans la chapelle d'un prieuré de l'abbaye Saint-Sauveur de Redon, puis à l'endroit où est construite l'église actuelle entre 1848 et 1851. La première pierre du nouvel édifice fut bénite le 17 juillet 1848. C'est à l'époque de la construction de cette église qu'on commence à évoquer le terme de "plateau". En effet, de nombreux ouvriers en sabot, venant des alentours, œuvrant pour sa construction se regroupèrent pour déjeuner sur les hauteurs pour constater l'évolution des travaux. Les ouvriers ont fini par parler de Saint-Just comme de la commune du plateau. L'église du Vieux-Bourg prend alors le nom de Saint-Just à cause des reliques de ce saint qu'elle conserve. Le bourg de Saint-Just renfermait les ceps et collier des seigneurs de Renac. La paroisse de Saint-Just dépendait jadis de l'ancien évêché de Vannes.
Le château de La Vieille-Cour aurait été une des résidences de la duchesse Anne.

## Politique et administration
| Période                                  | Période              | Identité                        | Étiquette | Qualité |
| ---------------------------------------- | -------------------- | ------------------------------- | --------- | --- |
| 1912                                     | avril 1917 (décès)   | Yves de Poulpiquet du Halgouët  |           | Propriétaire exploitant |
| Les données manquantes sont à compléter. |                      |                                 |           | |
| ?                                        | 1936 (démission)     | M. de Villeneuve                |           | |
| juin 1936                                | juillet 1971 (décès) | Roger de Poulpiquet du Halgouët | UNR       | Propriétaire exploitant Sénateur d'Ille-et-Vilaine (1959 → 1971) Conseiller général du canton de Pipriac (1954 → 1971)                                                          |
| automne 1971                             | avril 1995 (décès)   | Gaël de Poulpiquet du Halgouët  | DVD       | Exploitant agricole Conseiller général du canton de Pipriac (1971 → 1995) Vice-président du conseil général (1994 → 1995) Président de la CC du canton de Pipriac (1992 → 1995) |
| juin 1995                                | mars 2008            | Marie-Claire Nevoux             | SE        | Institutrice |
| mars 2008                                | En cours             | Daniel Mahé                     | SE        | Responsable ASSEDIC |
| Les données manquantes sont à compléter. |                      |                                 |           | |

## Démographie
L'évolution du nombre d'habitants est connue à travers les recensements de la population effectués dans la commune depuis 1793. Pour les communes de moins de 10 000 habitants, une enquête de recensement portant sur toute la population est réalisée tous les cinq ans, les populations de référence des années intermédiaires étant quant à elles estimées par interpolation ou extrapolation. Pour la commune, le premier recensement exhaustif entrant dans le cadre du nouveau dispositif a été réalisé en 2006.

En 2022, la commune comptait 1 103 habitants, en évolution de +2,89 % par rapport à 2016 (Ille-et-Vilaine : +5,46 %, France hors Mayotte : +2,11 %).
| 1793  | 1800  | 1806  | 1821  | 1831  | 1836  | 1841  | 1846  | 1851  |
| ----- | ----- | ----- | ----- | ----- | ----- | ----- | ----- | ----- |
| 1 172 | 1 288 | 1 242 | 1 181 | 1 240 | 1 202 | 1 200 | 1 223 | 1 266 |

| 1856  | 1861  | 1866  | 1872  | 1876  | 1881  | 1886  | 1891  | 1896  |
| ----- | ----- | ----- | ----- | ----- | ----- | ----- | ----- | ----- |
| 1 326 | 1 360 | 1 454 | 1 443 | 1 437 | 1 465 | 1 544 | 1 629 | 1 698 |

| 1901  | 1906  | 1911  | 1921  | 1926  | 1931  | 1936  | 1946  | 1954  |
| ----- | ----- | ----- | ----- | ----- | ----- | ----- | ----- | ----- |
| 1 723 | 1 734 | 1 723 | 1 567 | 1 540 | 1 545 | 1 494 | 1 373 | 1 276 |

| 1962  | 1968  | 1975  | 1982  | 1990 | 1999 | 2006  | 2011  | 2016  |
| ----- | ----- | ----- | ----- | ---- | ---- | ----- | ----- | ----- |
| 1 171 | 1 120 | 1 121 | 1 024 | 997  | 929  | 1 009 | 1 076 | 1 072 |

| 2021  | 2022  | - | - | - | - | - | - | - |
| ----- | ----- | - | - | - | - | - | - | - |
| 1 087 | 1 103 | - | - | - | - | - | - | - |

## Lieux et monuments

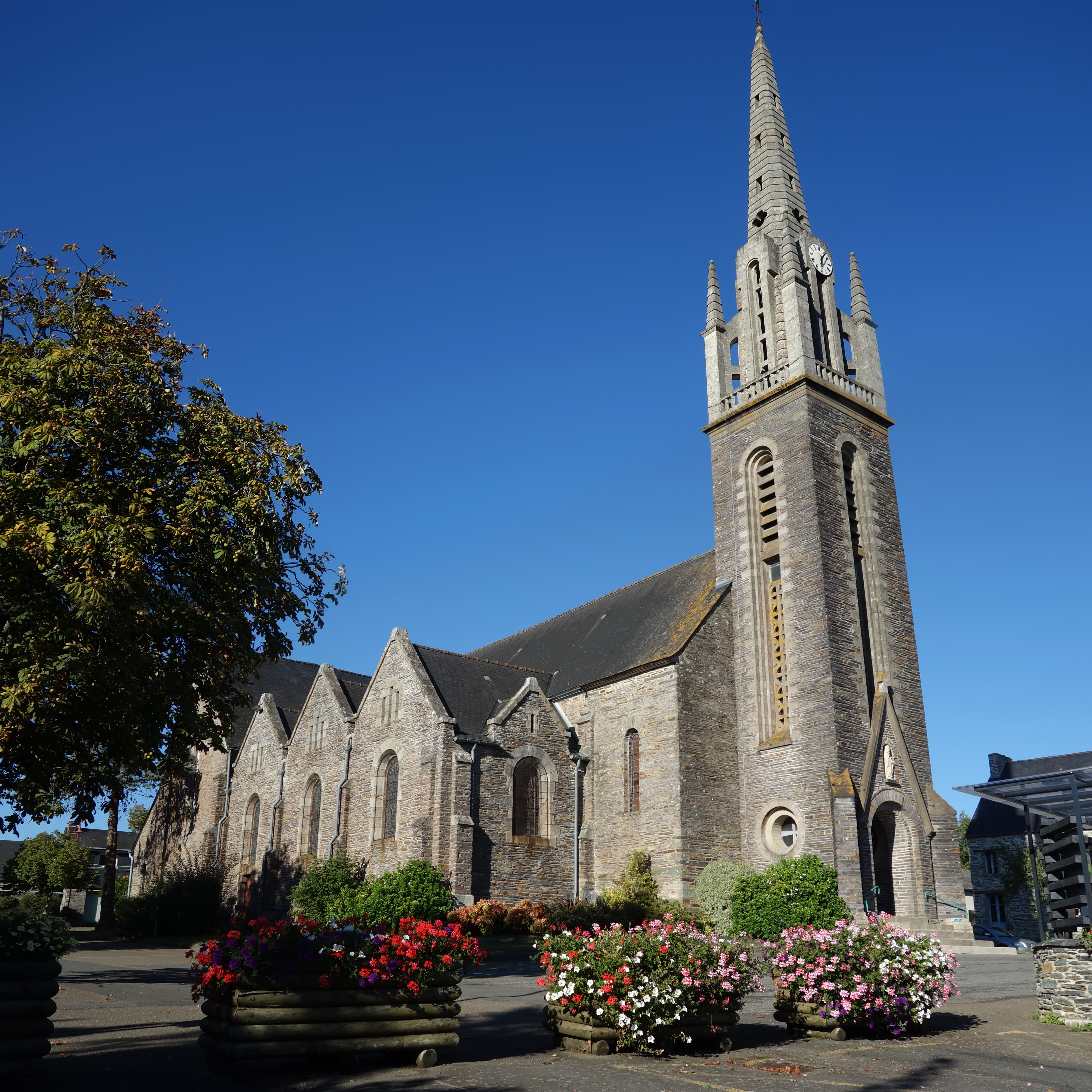
L'église Saint-Just en 2018

On recense sept monuments historiques et 368 bâtiments inventoriés sur la commune.
- À l'ouest du bourg, les différents monuments situés sur les landes de Cojoux et ses alentours forment un ensemble qui est à considérer comme l'un des quinze plus grands sites mégalithiques d'Europe par la diversité des monuments érigés là du Néolithique jusqu'à l'âge du bronze : alignements, menhirs isolés, dolmens, tertres et tumuli et le 2e plus grand site en termes de diversité de Bretagne après Carnac.

Sur la quinzaine de sites mégalithiques encore visibles, six sont classés ou inscrits aux monuments historiques :
En 2018, le site des landes de Cojoux a fait l'objet de travaux de réaménagement pour mieux mettre en valeur les différents monuments via un "sentier de découverte" qui permet de mieux appréhender les différents édifices mégalithiques et leur environnement.

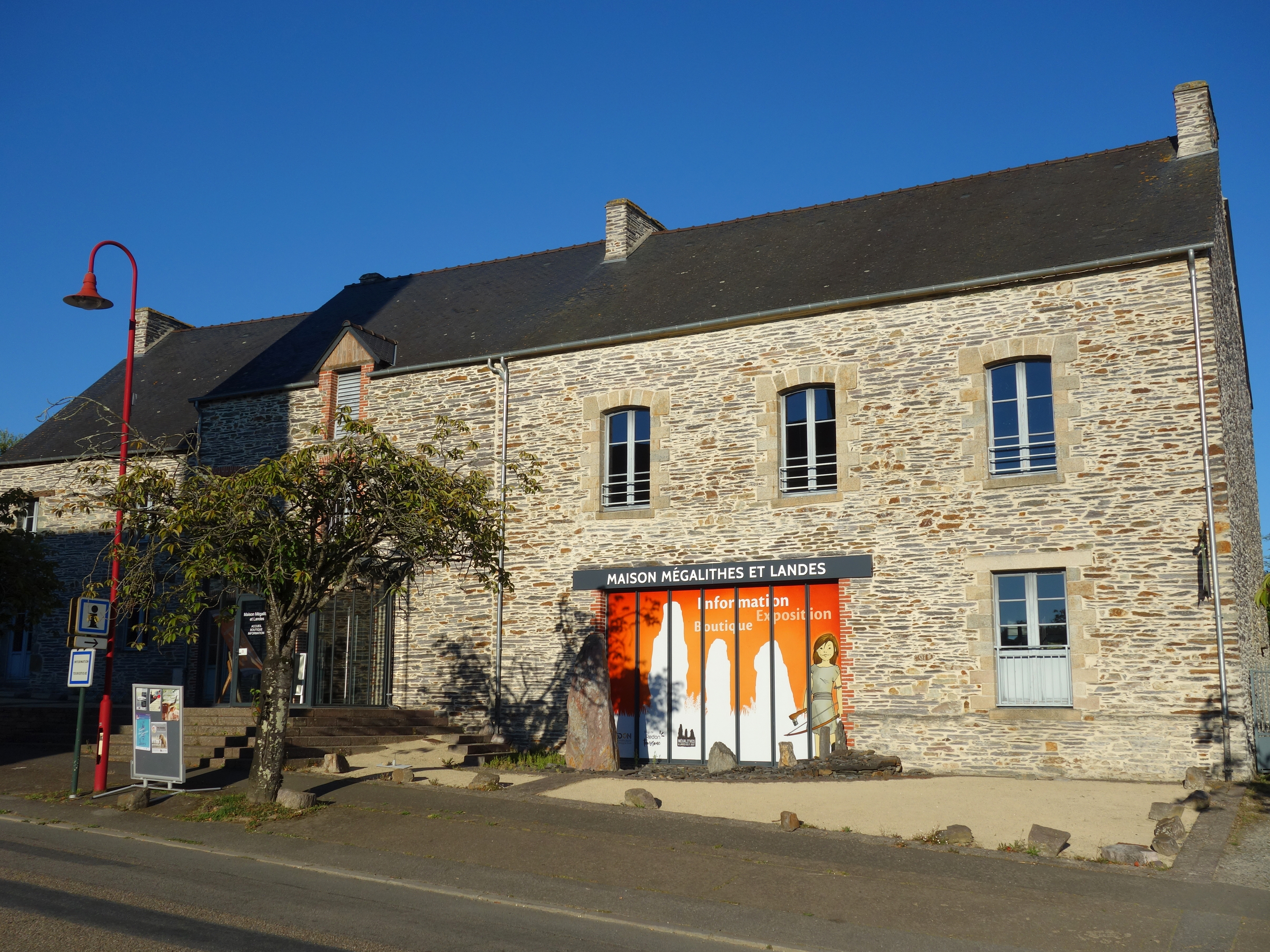
La « Maison Mégalithes et Lande » en 2018

- L'église Saint-Just, milieu du XIXe et début du XXe siècle.
- Le château du Val : château néo-gothique du XIXe siècle édifié à l'emplacement d'un ancien manoir, propriété successive des familles Peschart seigneurs de la Durantaye (au XVIIe siècle), Saoullaye (en 1734 et en 1789), Poulpiquet du Halgouet (descendant de Philippe le Beau, fils de l'empereur germanique Maximilien Ier) et maintenant la famille Saini. Le château était jadis entouré de douves. Le château et son parc sont privés et non ouverts au public.
- La « Maison Mégalithes et Lande »[30] située dans une maison dédiée dans le centre de Saint-Just est le lieu de découverte et d'information sur le mégalithisme local. Ce centre et site d'interprétation permet de découvrir l'histoire du site des landes de Cojoux et des alentours et héberge certaines des pierres remarquables de ces sites qui n'ont pas pu être laissées "in-situ" du fait de leur fragilité comme certaines roches à cupules. Ce musée a fait l'objet d'une réorganisation globale en 2017 (maquettes, vidéos et manipulations...) et se veut ouvert à tous les types de publics pour permettre une meilleure appréhension de l'importance des sites mégalithiques des landes de Cojoux et pour mieux comprendre l'histoire des hommes qui ont vécu ici de la période du Néolithique à celle de l'Âge du bronze.

## Personnalités liées à la commune
- Louis de Chappedelaine (1876-1939), homme politique.